# Adina Diaconu
Adina Mihaela Diaconu (Slatina, 14 de octubre de 1999) es una deportista rumana que compite en tenis de mesa.
En los Juegos Europeos de Cracovia 2023 consiguió una medalla de oro en la prueba de equipo. Ganó seis medallas en el Campeonato Europeo de Tenis de Mesa entre los años 2015 y 2023.

## Palmarés internacional
| Juegos Europeos    | Juegos Europeos         | Juegos Europeos   | Juegos Europeos |
| Año                | Lugar                   | Medalla           | Prueba          |
| ------------------ | ----------------------- | ----------------- | --------------- |
| 2023               | Cracovia (Polonia)      | Medalla de oro    | Equipo          |
| Campeonato Europeo |                         |                   |                 |
| Año                | Lugar                   | Medalla           | Prueba          |
| 2015               | Ekaterimburgo (Rusia)   | Medalla de plata  | Equipo          |
| 2017               | Luxemburgo (Luxemburgo) | Medalla de oro    | Equipo          |
| 2019               | Nantes (Francia)        | Medalla de oro    | Equipo          |
| 2021               | Cluj-Napoca (Rumania)   | Medalla de plata  | Equipo          |
| 2022               | Múnich (Alemania)       | Medalla de bronce | Dobles          |
| 2023               | Malmö (Suecia)          | Medalla de plata  | Equipo          |